# Spis ludności
Spisy ludności były przeprowadzane przez władców już w czasach starożytnych. Początkowo miały one na celu wyłącznie określenie liczby ludzi na danym terenie. Pierwsze spisy przeprowadzano w Egipcie w IV wieku p.n.e. Notowano liczbę mieszkańców i ich stan majątkowy. Chińczycy w II wieku p.n.e. spisywali stan liczebny i wielkość gospodarstw rolnych. Starożytni Rzymianie przeprowadzali regularnie co 5 lat tzw. cenzusy. Służyły one celom militarnym i podatkowym, a także religijnym. Początkowo spisy dotyczyły tylko obywateli Rzymu. W czasach panowania cesarza Augusta w prowincji Judea rządzonej przez Kwiryniusza odbył się cenzus przeprowadzony przez namiestnika Heroda (I w. n.e). W rzymskiej prowincji Syria cenzusy przeprowadzano co 12 lat. Służyły one głównie celom podatkowym poprzez określenie, w jakim wieku są mieszkańcy. Podatek tributum capitis płacili mężczyźni od 14 do 65 roku życia i kobiety od 12 do 65 roku. Za niepłacenie podatku groziły dotkliwe kary. Rzymianie, przejmując kolejne terytoria, przeprowadzali spisy ludności dla określenia ich potencjalnych możliwości podatkowych.
Od XVIII wieku zaczęto przeprowadzać spisy ludności na zasadach podobnych do współcześnie obowiązujących. Szwecja przeprowadziła pierwszy spis w 1749 roku, a Stany Zjednoczone w 1790 roku. Miały one także usprawnić ściąganie podatków oraz pozyskiwanie mężczyzn mających predyspozycje do służby wojskowej.
W Polsce w roku 1789 przeprowadzono po raz pierwszy spis szacunkowy dotyczący mieszkańców całego kraju, ale z wyłączeniem szlachty i duchowieństwa (tzn. prawie połowy społeczeństwa). Sejm Czteroletni w 1789 r. zarządził przeprowadzenie pierwszego ogólnokrajowego spisu ludności i liczby gospodarstw. Podatek zebrany w wyniku tej ewidencji miał zasilić wojsko polskie. Planowano również stałą rejestrację ruchów ludności. Jednak z powodu złej sytuacji kraju spisu tego zaniechano. Inicjatorem większości działań Sejmu oraz autorem tabel statystycznych i statystycznej metody opodatkowania był hrabia Fryderyk Józef Moszyński. Dzięki niemu Polskę zalicza się do krajów, które zapoczątkowały nowoczesną statystykę.

## Nowoczesne systemy badań ludności
- Osobny artykuł: Spis statystyczny.